# Patito feo: El Show más lindo
Patito Feo: El Show más lindo fue la segunda gira de conciertos de la telenovela musical Patito Feo, realizada para despedir la serie en América Latina. La gira inició el 7 de febrero de 2009 en Alajuela, Costa Rica y finalizó el 17 de mayo de 2009 en Managua, Nicaragua, fechas entre las que recorrerían por última vez los países latinoamericanos.

## Antecedentes y recepción
El 19 de abril de 2008 tuvo lugar la presentación de la segunda temporada de Patito Feo en el Monumento a los españoles, en Buenos Aires, ante más de 100.000 personas. La segunda gira musical de la serie se anunció con motivo de despedida tras su final en América Latina.
Patito Feo: El Show más lindo se estrenó el 7 de febrero de 2009 en Alajuela, Costa Rica, recorriendo por segunda y última vez los países latinoamericanos. El 17 de mayo de 2009 se realizó en Managua, Nicaragua el show final del espectáculo. 
Junto con la primera gira: La historia más linda en el teatro, y después de realizar un total de 111 funciones, lograron presentarse ante más de un millón de espectadores en América Latina.

## Sinopsis del concierto
El show más lindo está inspirado en el argumento de las dos temporadas de Patito Feo y gira en torno a las protagonistas de la serie: Patito (Laura Esquivel) y Antonella (Brenda Asnicar), quienes interpretan el repertorio de canciones. 
El espectáculo presenta toques teatrales por parte del elenco que acompaña a las artistas y recopila en su totalidad la discografía de la serie: Patito Feo: La historia más linda, Patito Feo en el Teatro y La vida es una fiesta.

## Elenco
El show de la gira, presentado por Juan Darthés (Leandro), está protagonizado por Laura Esquivel y Brenda Asnicar interpretando a Patito y Antonella respectivamente.
También cuenta con la compañía del reparto de la serie: Gastón Soffritti (Matías), Andrés Gil (Bruno), Thelma Fardín (Josefina), María Sol Berecoechea (Sol), María Belén Berecoechea (Belén), Camila Outon (Pía), Camila Salazar (Caterina), Nicole Luis (Luciana), Juan Manuel Guilera (Gonzalo), Santiago Talledo (Guido), Nicolás Zuviría (Alan), Nicolás Torcanowsky (Santiago), Rodrigo Velilla (Felipe).

## Repertorio
- Acto 1:

1. «Las Divinas» (Brenda Asnicar)
2. «Fiesta» (Laura Esquivel)

- Acto 2:

1. «Respeto» (Brenda Asnicar)
2. «Cuando Pienso En Ti» (Laura Esquivel)

- Acto 3:

1. «Quiero, Quiero» (Brenda Asnicar)
2. «Ella» (Juan Darthés)
3. «Cantemos Más Fuerte» (Laura Esquivel)

- Acto 4:

1. «Tango Llorón» (Brenda Asnicar)
2. «Nadie Más» (Gastón Soffritti)
3. «Algo Tuyo En Mí» (Laura Esquivel y Juan Darthés)

- Acto 5:

1. «Un Poco Más» (Elenco de Patito Feo)
2. «Somos Las Divinas» (Brenda Asnicar)
3. «Y Ahora Qué» (Laura Esquivel)

- Acto 6:

1. «Nene Bailemos» (Brenda Asnicar)
2. «Más» (Laura Esquivel)

- Acto 7:

1. «Diosa, Única» (Brenda Asnicar)
2. «Un Rincón Del Corazón» (Laura Esquivel)

- Acto 8:

1. «Las Divinas» (Brenda Asnicar)
2. «A Volar» (Laura Esquivel)

- Encore

1. «Amigos Del Corazón» (Laura Esquivel y Brenda Asnicar)

## Fechas
| Fecha                 | Ciudad           | País                 | Lugar                                |
| --------------------- | ---------------- | -------------------- | ------------------------------------ |
| América Latina        |                  |                      |                                      |
| 7 de febrero de 2009  | Alajuela         | Costa Rica           | Polideportivo Monserrat              |
| 10 de febrero de 2009 | Caracas          | Venezuela            | Poliedro de Caracas                  |
| 11 de febrero de 2009 | Valencia         | Venezuela            | Forum de Valencia                    |
| 13 de febrero de 2009 | Maracaibo        | Venezuela            | Palacio de Eventos                   |
| 18 de febrero de 2009 | Puebla           | México               | Auditorio Siglo XXI                  |
| 21 de febrero de 2009 | Ciudad de México | México               | Auditorio Nacional                   |
| 22 de febrero de 2009 | Ciudad de México | México               | Auditorio Nacional                   |
| 25 de febrero de 2009 | Monterrey        | México               | Arena Monterrey                      |
| 27 de febrero de 2009 | Guadalajara      | México               | Auditorio Telmex                     |
| 28 de febrero de 2009 | León             | México               | Poliforum León                       |
| 2 de marzo de 2009    | Bogotá           | Colombia             | Coliseo El Campín                    |
| 3 de marzo de 2009    | Medellín         | Colombia             | Plaza de Toros La Macarena           |
| 5 de marzo de 2009    | Quito            | Ecuador              | Coliseo General Rumiñahui            |
| 7 de marzo de 2009    | Guayaquil        | Ecuador              | Centro de Convenciones Simón Bolívar |
| 21 de marzo de 2009   | Asunción         | Paraguay             | Estadio del Club Olimpia             |
| 28 de marzo de 2009   | Buenos Aires     | Argentina            | Teatro Gran Rex                      |
| 29 de marzo de 2009   | Buenos Aires     | Argentina            | Teatro Gran Rex                      |
| 10 de abril de 2009   | Buenos Aires     | Argentina            | Teatro Gran Rex                      |
| 11 de abril de 2009   | Buenos Aires     | Argentina            | Teatro Gran Rex                      |
| 2 de mayo de 2009     | Montevideo       | Uruguay              | Cilindro Municipal                   |
| 15 de mayo de 2009    | Santo Domingo    | República Dominicana | Estadio Olímpico Félix Sánchez       |
| 17 de mayo de 2009    | Managua          | Nicaragua            | Galerías Santo Domingo               |